# Centerns ordförandeval 2020
Ordförandevalet för Centern i Finland 2020 hölls 5 september 2020 på Centerns partikongress i Uleåborg. Valet avgjordes i den första röstningsomgången då utmanaren Annika Saarikko fick mer än hälften av alla röster. Saarikko blev därmed partiets partiordförande.

## Bakgrund
Katri Kulmuni är partiordförande för Centern sedan 2019 men avgick från posten som finansminister den 5 juni 2020. Detta efter en uppmärksammad rapportering kring att Kulmuni hade anlitat medieträning som bekostades av ministeriet. Sedan dess sitter hon inte med i regeringen, trots att partiet hon leder ingår i regeringen Marin.
Den 30 juli 2020 meddelade Annika Saarikko att hon utmanar sittande partiordförande Katri Kulmuni om ordförandeposten. Saarikko var vid tidpunkten i slutet på sin föräldraledighet och skulle återvända till rollen som kultur- och vetenskapsminister den 6 augusti 2020.
Samma dag, 30 juli, avböjde Mika Lintilä att kandidera efter att offentligt ha övervägt en kandidatur. Lintilä sade att han hade utmanat Kulmuni om inte Saarikko hade beslutat sig för att göra det.
Den 3 augusti 2020 kallade Petri Honkonen till presskonferens för att meddela att han ställer upp i ordförandevalet. Samma dag meddelade också företagaren Ilkka Tiainen att även han kandiderar i valet.
Partikongressen skulle egentligen hållits mellan 4 och 6 september men på grund av coronaviruspandemin blev det endast 4-5 september. Antalet deltagare i kongresshallen var också betydligt mindre.
Samma dag som ordförandevalet, den 5 september, ställde även Jari Tasanen upp i valet. Tasanen var en av kandidaterna i Centerns ordförandeval 2019 och fick då en oansenlig del av rösterna.

## Kandidater
| Namn            | Född                                     | Bakgrund | Tillkännagivande | Ref.  | Stöd |
| --------------- | ---------------------------------------- | --- | ---------------- | ----- | --- |
| Katri Kulmuni   | 4 september 1987 (33 år) Torneå, Finland | Centerns partiordförande (2019–2020), Ledamot av Finlands riksdag (2015–), Finlands vice statsminister (2019–2020), Finlands finansminister (2019–2020), Finlands näringsminister (2019).      | 6 juni 2020      | [ 5 ] | Statsråd: - Sirkka-Liisa Anttila - Paavo Väyrynen Distriktsordföranden: - Johanna Häggman - Tanja Joona - Petteri Salmijärvi |
| Annika Saarikko | 10 november 1983 (36 år) Oripää, Finland | Finlands kulturminister (2019–2021), Finlands forskningsminister (2019–2021), Ledamot av Finlands riksdag (2011–), Finlands familjeminister (2017–2019), Finlands omsorgsminister (2017–2019). | 30 juli 2020     | [ 2 ] | Distriktsordföranden: - Teuvo Hatva - Jaana Keskitalo - Satu Simelius - Satu Pietilä - Jussi Ylitalo                         |
| Petri Honkonen  | 29 juli 1987 (33 år) Pylkönmäki, Finland | Centerns vice ordförande (2019–), Ledamot av Finlands riksdag (2015–). | 3 augusti 2020   | [ 4 ] | |

### Andra kandidater
- Ilkka Tiainen - Företagare. Tillkännagav kandidatur den 3 augusti 2020.[4]
- Jari Tasanen - Predikant. Tillkännagav kandidatur den 5 september.[9]

### Personer som inte ställer upp
- Mika Lintilä - Finlands näringsminister (2019–).[3]
- Antti Kaikkonen - Finlands försvarsminister (2019–).[10]
- Antti Kurvinen - Centerns gruppledare (2019–).[11]
- Matti Vanhanen - Finlands finansminister (2020–2021), Finlands statsminister (2003–2010).[12]

### Opinionsundersökningar
| Opinionsinstitut | Period              | Urval                                                                              | Annika Saarikko                                                                    | Katri Kulmuni                                                                      | Petri Honkonen                                                                     | Ilkka Tiainen                                                                      | Ingen/ Annan/ Obestämd                                                             |
| ---------------- | ------------------- | ---------------------------------------------------------------------------------- | ---------------------------------------------------------------------------------- | ---------------------------------------------------------------------------------- | ---------------------------------------------------------------------------------- | ---------------------------------------------------------------------------------- | ---------------------------------------------------------------------------------- |
| MTV              | 25-28 augusti 2020  | 147                                                                                | 52%                                                                                | 26%                                                                                | 11%                                                                                | 2%                                                                                 | 9%                                                                                 |
| Yle              | 24-27 augusti 2020  | 109                                                                                | 47%                                                                                | 33%                                                                                | 10%                                                                                | 1%                                                                                 | 9%                                                                                 |
| HS-gallup        | 20-27 augusti 2020  | 1 002                                                                              | 29%                                                                                | 16%                                                                                | 4%                                                                                 | 1%                                                                                 | 49%                                                                                |
| -                | 3 augusti 2020      | Petri Honkonen och Ilkka Tiainen meddelar sina kandidaturer till ordförandeposten. | Petri Honkonen och Ilkka Tiainen meddelar sina kandidaturer till ordförandeposten. | Petri Honkonen och Ilkka Tiainen meddelar sina kandidaturer till ordförandeposten. | Petri Honkonen och Ilkka Tiainen meddelar sina kandidaturer till ordförandeposten. | Petri Honkonen och Ilkka Tiainen meddelar sina kandidaturer till ordförandeposten. | Petri Honkonen och Ilkka Tiainen meddelar sina kandidaturer till ordförandeposten. |
| MTV              | 30 juli-2 aug. 2020 | 139                                                                                | 60%                                                                                | 26%                                                                                | i.u.                                                                               | i.u.                                                                               | 14%                                                                                |
| -                | 30 juli 2020        | Annika Saarikko meddelar sin kandidatur till ordförandeposten.                     | Annika Saarikko meddelar sin kandidatur till ordförandeposten.                     | Annika Saarikko meddelar sin kandidatur till ordförandeposten.                     | Annika Saarikko meddelar sin kandidatur till ordförandeposten.                     | Annika Saarikko meddelar sin kandidatur till ordförandeposten.                     | Annika Saarikko meddelar sin kandidatur till ordförandeposten.                     |
| YLE              | 9 juli 2020         | 95                                                                                 | 47%                                                                                | 38%                                                                                | i.u.                                                                               | i.u.                                                                               | 15%                                                                                |
| MTV              | 8-12 juni 2020      | 141                                                                                | 43%                                                                                | 26%                                                                                | i.u.                                                                               | i.u.                                                                               | 31%                                                                                |

## Politiska positioner
| Roll som ordförande | Roll som ordförande | Roll som ordförande            |
| Kandidat            | Finansminister      | Kultur- och vetenskapsminister |
| ------------------- | ------------------- | ------------------------------ |
| Petri Honkonen      | Nej                 | i.u.                           |
| Katri Kulmuni       | Nej                 | Nej                            |
| Annika Saarikko     | Nej                 | Ja                             |
| Ilkka Tiainen       | Nej                 | Ja                             |

| Sakfrågor       | Sakfrågor           | Sakfrågor              |
| Kandidat        | Höjda bensinskatter | EU:s återhämtningsfond |
| --------------- | ------------------- | ---------------------- |
| Petri Honkonen  | Delvis              | Kritisk                |
| Katri Kulmuni   | Nej                 | Som engångsföreteelse  |
| Annika Saarikko | Delvis              | Som engångsföreteelse  |
| Ilkka Tiainen   | i.u.                | Kritisk                |

## Resultat
| Centerns ordförandeval 2020 | Centerns ordförandeval 2020 | Centerns ordförandeval 2020 | Centerns ordförandeval 2020 |
| Kandidat                    | Kandidat                    | Röster                      | Andel                       |
| --------------------------- | --------------------------- | --------------------------- | --------------------------- |
|                             | Annika Saarikko             | 1 157                       | 51,1%                       |
|                             | Katri Kulmuni               | 773                         | 34,1%                       |
|                             | Petri Honkonen              | 308                         | 13,6%                       |
|                             | Ilkka Tiainen               | 22                          | 1,0%                        |
|                             | Jari Tasanen                | 4                           | 0,2%                        |
| Totalt                      | Totalt                      | 2 264                       | 100%                        |